# Christuskirche (Belm)

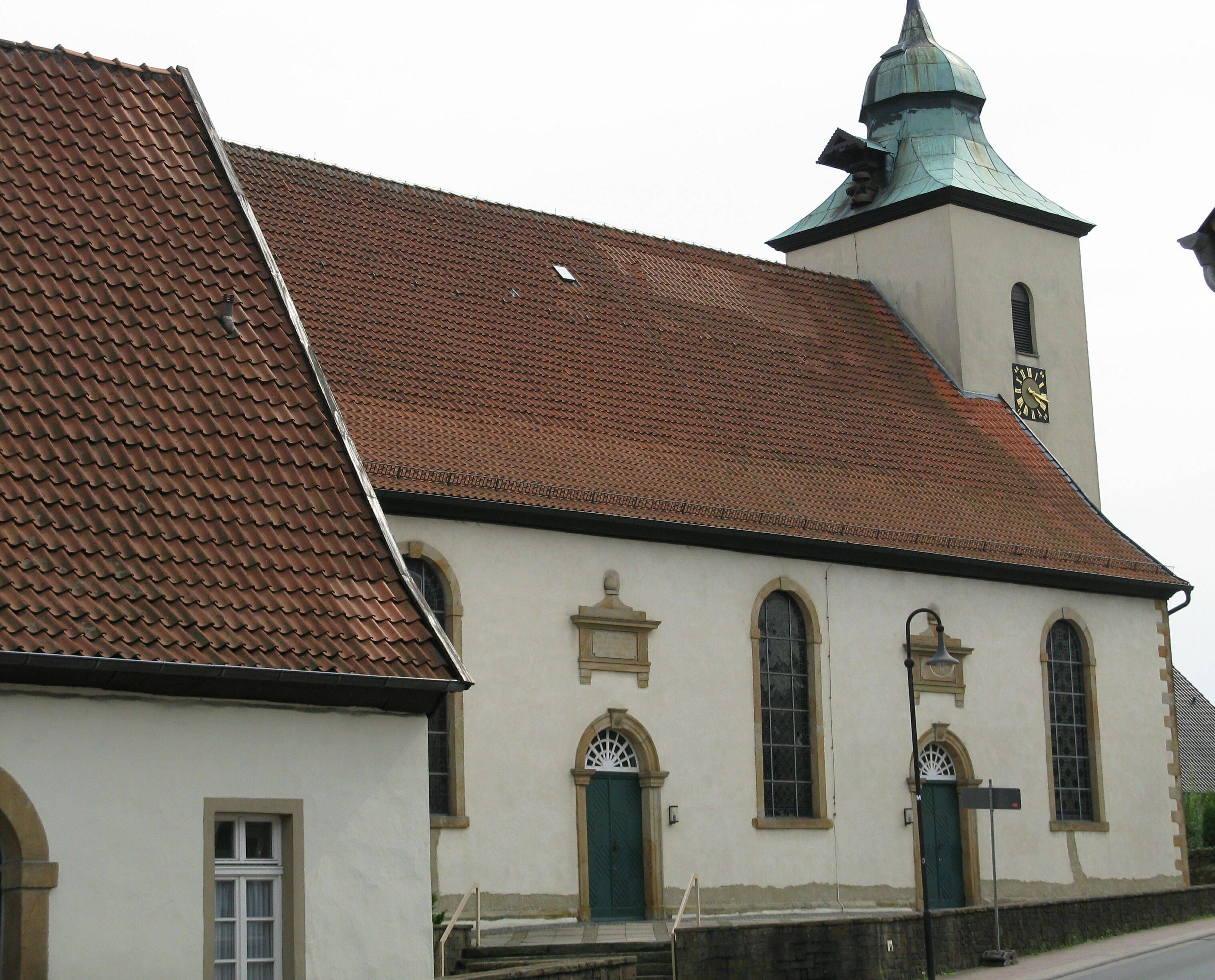
Christuskirche Belm

Die Christuskirche ist eine evangelisch-lutherische Kirche in Belm im Landkreis Osnabrück, Niedersachsen, die zwischen 1815 und 1819 erbaut wurde.

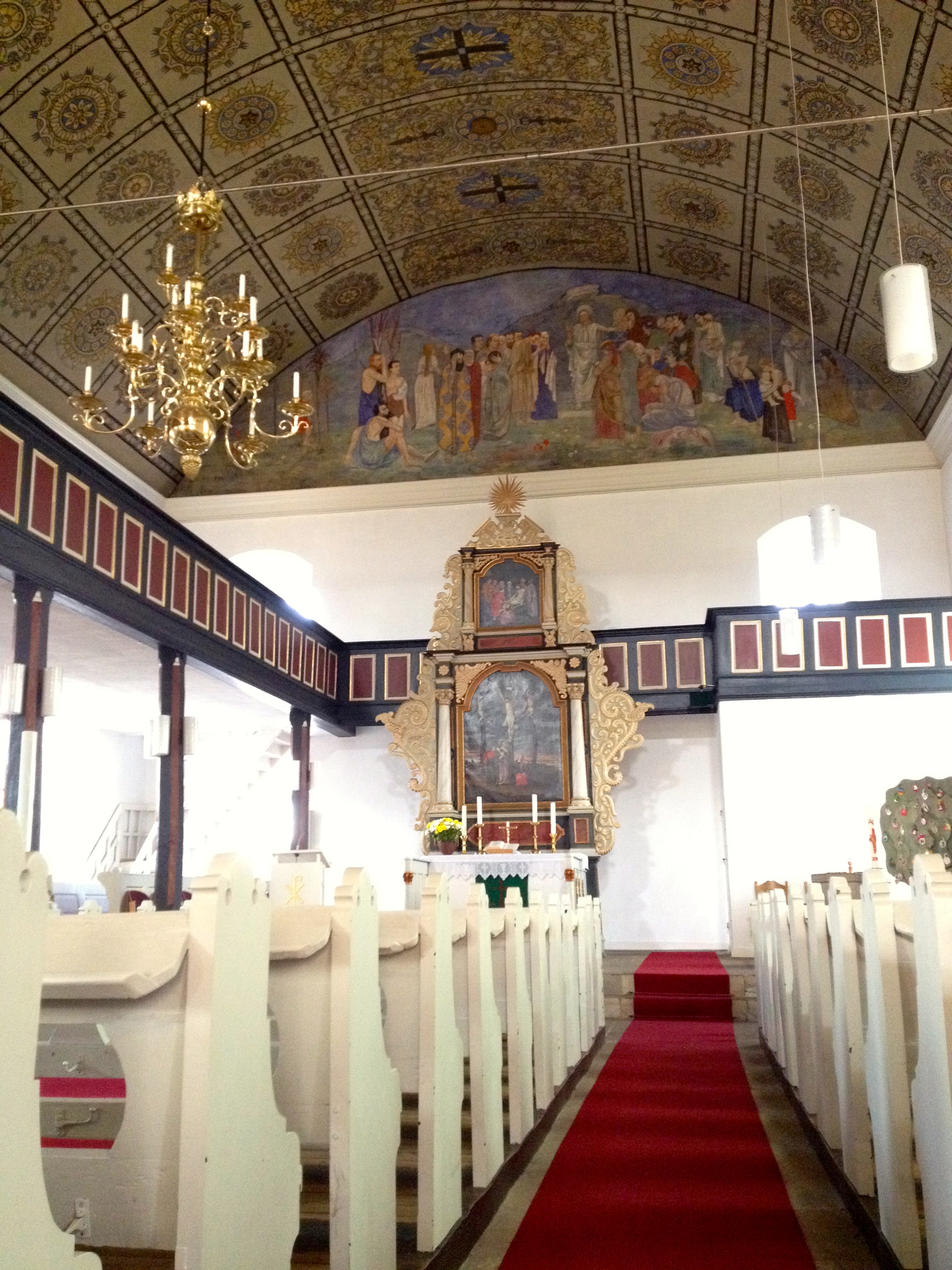
Innenraum der Christuskirche Belm

## Geschichte
Mit dem Osnabrücker Friedensvertrag 1648 (Instrumentum Pacis Osnabrugensis, IPO) wurde Belm (1190 als Belehem erwähnt, später Beelem) zum katholischen Kirchspiel erklärt, obwohl annähernd 90 % der Bevölkerung dem lutherischen Glauben angehörte. Öffentliche Gottesdienste waren untersagt und gar unter Strafe gestellt. Den Lutheranern blieb nichts anderes übrig, als die Gottesdienste in den evangelischen Nachbargemeinden zu besuchen. Das Simultaneum, die Nutzung des bestehenden Gotteshauses für beide Konfessionen, war den Belmern verboten.
1809 erhielt der Konsistorialrat Albrecht Friedrich Ludolph Lasius die Erlaubnis des Osnabrücker Bistums zur „freien Ausübung ihrer Religion in ihrem privatären Schulhause“. Am darauffolgenden Sonntag wurde im Schulhaus Gottesdienst gefeiert und der Versammlungsort als Bethaus geweiht.
1812 gehörte Belm zum von Napoleon Bonaparte geschaffenen Königreich Westphalen, und dieser erteilte aus dem fernen Moskau die Genehmigung für den Bau einer evangelischen Kirche in Belm. Das Schriftstück traf allerdings erst 1813 ein, und Lasius wurde der erste lutherische Pastor in Belm.
1814 erteilte König Georg III., in Personalunion Kurfürst von Braunschweig-Lüneburg, den Belmern die Genehmigung, im gesamten ehemaligen Fürstbistum für den Bau der Kirche in Belm zu sammeln. Mit der Kollekte von zirka 500 Talern begann man im Sommer 1815 mit dem Kirchenbau.
Den aus Kostengründen anfänglich nicht geplanten Glockenturm erhielt die Gemeinde im Jahre 1817 als Geschenk des Osnabrücker Klosters Marienstätte. Dort wurde er vollständig abgetragen und als Turm der Christuskirche wieder aufgebaut. Bereits am 20. September 1819 konnte die Belmer Kirche geweiht werden.
Nun ging es an die Einrichtung: Man nutzte den Verkauf von Kirchenbesitz infolge der Säkularisation, und so wurde für 80 Taler ein wertvoller Altar aus dem 16. Jahrhundert erstanden. Weiteres sakrales Inventar, wie die Kanzel, der Taufstein und der Kronleuchter, gelangten durch Schenkung in den Besitz der Gemeinde. Der Kronleuchter an der Decke des Kirchengewölbes ist ein Geschenk von zehn Handwerksmeistern aus Osnabrück.
Heute finden neben dem sonntäglichen Gottesdienst zahlreiche Angebote statt. So gibt es Musikgruppen, Chöre, Bibelkreise und verschiedene Angebote für Jugendliche. Derzeitiger Pastor ist Arne Schipper.

## Stiftung zum Erhalt der Christuskirche Belm
Die Gründung der kirchlichen Stiftung im Jahr 2004 beruht auf der finanziellen Zuwendung eines privaten Stifters in Höhe von 50.000 Euro. Die Stiftung erfüllt alle kirchlichen und steuerlichen Voraussetzungen. Trägerin ist die ev.-luth. Christus-Kirchengemeinde, die zur Ausstellung von Spendenbescheinigungen berechtigt ist.
Das Stiftungskapital bleibt der Stiftung dauerhaft erhalten und darf nicht angetastet werden. Je mehr sich der Kapitalstock der Stiftung erhöht, umso mehr Stiftungserträge können zum Erhalt der Christuskirche eingesetzt werden. Über die Verwendung der jährlichen Stiftungserträge entscheidet der Kirchenvorstand auf Empfehlung des Kuratoriums der Stiftung. Aus den bisherigen Stiftungserträgen konnten in den vergangenen Jahren bereits einige bauliche Maßnahmen in der Kirche mit Zuschüssen unterstützt werden – so unter anderem die Sanierung der Glockenläuteanlage, die Sanierung des Altarbildes und die Erneuerung der Mikrofonanlage.